# Elecciones presidenciales de Ucrania de 2004
Las elecciones presidenciales ucranianas de 2004 se celebraron el 31 de octubre, el 21 de noviembre y el 26 de diciembre de 2004. La elección fue la cuarta elección presidencial que tuvo lugar en Ucrania después de su independencia de la Unión Soviética. Las últimas etapas de la elección fueron objeto de controversia entre el líder de la oposición Víktor Yúshchenko y el actual primer ministro Víktor Yanukóvich del Partido de las Regiones. Las elecciones se celebraron en un ambiente político muy cargado, con acusaciones de parcialidad de los medios, la intimidación de votantes y un envenenamiento del candidato Yúshchenko con dioxina.
De acuerdo con la ley electoral de Ucrania, un sistema de dos vueltas se utiliza para elegir al Presidente en la que un candidato debe obtener una mayoría (50% o más) de los votos emitidos. Se celebró la primera ronda de votación el 31 de octubre de 2004. Como ninguno de los candidatos tenía un 50% o más de los votos se lanzó una segunda vuelta entre los dos candidatos con más votación, Víktor Yúshchenko y Víktor Yanukóvich, que se celebró el 21 de noviembre. Según oficiales de la Comisión Electoral Central que anunció los resultados el 23 de noviembre, la segunda vuelta electoral fue ganada por Víktor Yanukóvich. Los resultados de las elecciones fueron impugnadas por Víktor Yúshchenko y sus partidarios con muchos observadores internacionales que afirman que las elecciones fueron amañadas.
Los hechos posteriores condujeron a una crisis política en Ucrania, con manifestaciones pacíficas generalizadas, conocidas como la "Revolución Naranja", pidiendo una nueva segunda vuelta electoral. El Tribunal Supremo de Ucrania anuló los resultados oficiales del balotaje y ordenó una repetición de la segunda vuelta.
La votación definitiva, se volvió a ejecutar el 26 de diciembre. Víktor Yúshchenko fue declarado ganador con el 52 por ciento de los votos, mientras que Yanukóvich obtuvo el 44 por ciento.
Los observadores internacionales informaron que la tercera votación se consideró en general más justa que las votaciones anteriores.

## Candidatos
Todos los 26 candidatos habían sido nominados y participaron en las elecciones presidenciales. 
Los dos principales contendientes en la elección fueron el actual primer ministro y candidato apoyado por el gobierno Víktor Yanukóvich y el líder opositor Víktor Yúshchenko. Víktor Yanukóvich, quien era primer ministro desde 2002, fue apoyado por el presidente Leonid Kuchma, así como por el gobierno ruso y el entonces presidente de dicho país, Vladímir Putin.
Víktor Yúshchenko fue retratado como más prooccidental y había recibido apoyo de la Unión Europea y Estados Unidos.

## Primera vuelta
La primera vuelta de la elección presidencial de 2004 se celebró el 31 de octubre de 2004. Los resultados oficiales registran a Víktor Yúshchenko, con el 39.87 por ciento y Víktor Yanukóvich con el 39,32 por ciento de los votos emitidos. Como ninguno de los candidatos había obtenido el 50% o más votos requeridos para la victoria final, una segunda vuelta estaba prevista para el 21 de noviembre. Aunque una participación de un 75 por ciento se registró en la votación inicial, los observadores reportaron numerosas irregularidades, sobre todo en las regiones donde el apoyo de Yúshchenko se ve que era más fuerte. No está claro cuánto influyó esto en el resultado.
Un total de 28.035.184 electores participaron en la primera ronda de votación. los resultados de la votación preliminar fueron los siguientes:
| candidato                   | nominado por                                             | %      | votos      |
| --------------------------- | -------------------------------------------------------- | ------ | ---------- |
| Víktor Yúshchenko           | Independiente                                            | 39.90  | 11,118,675 |
| Víktor Yanukóvich           | Partido de las Regiones                                  | 39.26  | 11,008,731 |
| Oleksandr Moroz             | Partido Socialista de Ucrania                            | 5.82   | 1,632,098  |
| Petro Symonenko             | Partido Comunista de Ucrania                             | 4.97   | 1,396,135  |
| Nataliya Vitrenko           | Partido Socialista Progresista de Ucrania                | 1.53   | 429,794    |
| Anatoliy Kinakh             | Partido de Industriales y Empresarios                    | 0.93   | 262,530    |
| Oleksandr Yakovenko         | Partido Comunista de los Trabajadores y Campesinos       | 0.78   | 219,191    |
| Oleksandr Omelchenko        | Partido de la Unidad                                     | 0.48   | 136,830    |
| Leonid Chernovetsky         | auto-nominado                                            | 0.45   | 129,066    |
| Dmytro Korchynskyy          | auto-nominado                                            | 0.17   | 49,961     |
| Andriy Chornovil            | auto-nominado                                            | 0.12   | 36,278     |
| Mykola Hrabar               | auto-nominado                                            | 0.07   | 19,657     |
| Mykhaylo Brodskyy           | auto-nominado                                            | 0.05   | 16,498     |
| Yuriy Zbitnyev              | Nuevo Partido del Poder                                  | 0.05   | 16,321     |
| Serhiy Komisarenko          | auto-nominado                                            | 0.04   | 13,754     |
| Vasyl Volha                 | Control Público (organización no gubernamental)          | 0.04   | 12,956     |
| Bohdan Boyko                | Movimiento de los Patriotas de Ucrania                   | 0.04   | 12,793     |
| Oleksandr Rzhavskyy         | Partido Unido de la Familia                              | 0.03   | 10,714     |
| Mykola Rohozhynskyy         | auto-nominado                                            | 0.03   | 10,289     |
| Vladyslav Kryvobokov        | Partido Popular de Impositores y de la Protección Social | 0.03   | 9,340      |
| Oleksandr Bazylyuk          | Partido Eslávico de Ucrania                              | 0.03   | 8,963      |
| Ihor Dushyn                 | Partido Democrático Liberal de Ucrania                   | 0.03   | 8,623      |
| Roman Kozak                 | Organización de Nacionalistas Ucranianos                 | 0.02   | 8,410      |
| Volodymyr Nechyporuk        | auto-nominado                                            | 0.02   | 6,171      |
| Hryhoriy Chernysh           | Partido de Rehabilitación de Personas Enfermizas         |        | retirado   |
| Vitaliy Kononov             | Partido de los Verdes de Ucrania                         |        | retirado   |
| En contra de todos          | En contra de todos                                       | 1.98   | 556,962    |
| Informal                    | Informal                                                 | 2.97   | 834,426    |
| Total                       | Total                                                    | 100.00 | 28,035,184 |
| Participación de 37,613,022 | Participación de 37,613,022                              | 74.54  |            |

## Balotaje
Después de la segunda vuelta del 21 de noviembre, la comisión electoral de Ucrania declaró como primer ministro a Víktor Yanukóvich, con el 49,42% de los votos y a Víktor Yúshchenko con el 46,69% de los votos emitidos. Los observadores de la Organización para la Seguridad y la Cooperación en Europa (OSCE) dijeron que la segunda vuelta "no cumplía con los estándares internacionales" y el jefe de observadores electorales de EE. UU., el senador Richard Lugar, lo calificó como un "programa concertado y contundente de fraude en el día de las elecciones".

### Reacción
Muchos comentaristas vieron las elecciones como influenciadas por las potencias extranjeras, en particular por Estados Unidos, la Unión Europea y Rusia, con los EE. UU. respaldando a Yúshchenko, y el presidente ruso Vladímir Putin respaldando públicamente a Yanukóvich. En los medios de comunicación se contrastaron los dos candidatos, con Yúshchenko que representaba tanto a los prooccidentales residentes de Kiev, así como los ucranianos rurales, mientras que Yanukóvich representaba a los orientales y a obreros industriales prorrusos.
Más específicamente, se consideró que una victoria de Yúshchenko representaría un alto de la integración de Ucrania con el resto de la Comunidad de Estados Independientes, y, posiblemente, una cancelación del espacio económico común entre Rusia, Ucrania, Bielorrusia y Kazajistán que ya había sido acordado por el Parlamento de Ucrania; lo que haría probable que aumentaran los intentos de una mayor integración con Europa y un posible ingreso en la UE y la OTAN. Víktor Yanukóvich prometió hacer del ruso una lengua oficial de Ucrania, como también es el caso en otros Estados miembros de la CEI: Bielorrusia, Kazajistán y Kirguistán.

#### Unión Europea
La Unión Europea dejó claro que no iban a reconocer los resultados de las elecciones. Los 25 países miembros de la UE convocaron a sus embajadores de Ucrania con el fin de registrar una fuerte protesta contra lo que se considera un fraude electoral. 
La Unión Europea discute el proceso electoral en Ucrania, con la Comisión Europea y su presidente José Manuel Barroso, advirtiendo de las consecuencias si no había una revisión de la elección. Durante una reunión entre Putin y funcionarios de la UE en La Haya, el presidente ruso se opuso a la reacción de la UE diciendo que estaba "profundamente convencido de que no tenemos derecho moral para empujar un Estado europeo grande para cualquier tipo de trastorno masivo."
Entre los Estados miembros de la UE, los vecinos occidentales de Ucrania estaban muy preocupados. En Polonia, el mayor vecino de Ucrania occidental, los políticos, los medios de comunicación y ciudadanos apoyaron con entusiasmo a Yúshchenko y se opusieron al fraude electoral. Diputados polacos del Parlamento Europeo pidieron dar a Ucrania la perspectiva de una futura adhesión a la UE siempre y cuando el país obedeciera a las normas democráticas. Sin embargo los miembros occidentales de la UE son más reticentes a la idea de la membresía de Ucrania en la UE, lo que resulta en los medios de comunicación polacos acusándolos de estar más interesados en el proceso de integración con Turquía y el mantenimiento de buenas relaciones con Rusia.
El 25 de noviembre, el exministro de Relaciones Exteriores de Ucrania y un estrecho colaborador de Yúshchenko, Borys Tarasyuk, pronunció un discurso ante el polaco Sejm , instando a Polonia de no reconocer el resultado de las elecciones y ayudar a resolver la crisis política. El mismo día, el expresidente polaco Lech Walesa fue a Kiev para expresar públicamente su apoyo a Víktor Yúshchenko. Más tarde fue seguido por un número de diputados polacos de diferentes partidos.
El 26 de noviembre el presidente de Polonia, Aleksander Kwasniewski llegó a Kiev, seguido en el mismo día por el ministro de Asuntos Exteriores de la UE, Javier Solana, y el presidente lituano Valdas Adamkus.

#### Estados Unidos
El gobierno de Estados Unidos también decidió no reconocer las elecciones, y expresó su insatisfacción con los resultados; el secretario de Estado de EE. UU., Colin Powell, declaró inequívocamente que el resultado anunciado no podía ser aceptado como legítimo por los Estados Unidos. El presidente George W. Bush y varios miembros del Congreso hicieron declaraciones que revelan su preocupación por la legitimidad de la votación. 
Los senadores estadounidenses John McCain y Hillary Clinton, escribieron conjuntamente una carta de nominación a Víktor Yúshchenko, junto con el presidente georgiano Mijeíl Saakashvili para el Premio Nobel de la Paz. El nombramiento tuvo éxito.

#### Rusia y la CEI
El presidente de Rusia, Vladímir Putin felicitó a Víktor Yanukóvich, Y fue seguido poco después por el presidente bielorruso Alexander Lukashenko, por su victoria ante los resultados electorales que fueron declaradas oficialmente. Los observadores de la CEI  elogiaron la segunda vuelta de las elecciones como "legítima y de carácter en que las normas democráticas se ven reflejadas", una vista en contradicción directa con otros organismos de control como la ENEMO , el Comité de Electores de Ucrania y de la misión de observación.
Varios otros países de la CEI se alinearon con Rusia en el apoyo a Yanukóvich. El presidente de Bielorrusa Alexander Lukashenko llamó por teléfono a Yanukóvich para ofrecerle sus propias felicitaciones antes de que los resultados habían sido declarados oficialmente. El presidente de Kazajistán Nursultan Nazarbayev escribió a Yanukóvich que "Su victoria demuestra que el pueblo ucraniano ha tomado una decisión a favor de la unidad de la nación, el desarrollo democrático y el progreso económico". Los presidentes de Kirguistán (Askar Akayev) y de Uzbekistán (Islam Karimov) asimismo enviaron sus felicitaciones. Sin embargo, más tarde Karimov criticó la participación de Rusia en las elecciones de Ucrania, diciendo que "la excesiva demostración de Rusia de su voluntad de ver un determinado resultado en la votación ha hecho más daño que bien". 
En contraste, el presidente georgiano Mikhail Saakashvili indicó su apoyo a los partidarios de Yúshchenko, diciendo que "Lo que está sucediendo en Ucrania hoy atestigua claramente la importancia del ejemplo de Georgia para el resto del mundo". Esto era una referencia a la Revolución de las Rosas de finales de 2003. De hecho, los georgianos han sido muy visibles en las manifestaciones en Kiev y la bandera de Georgia ha sido una de las que se vio la exhibición en la Plaza Independencia de la ciudad, mientras que el mismo Yúshchenko levantó una rosa en una referencia aparente a la Revolución de las Rosas. El Ministerio de Relaciones Exteriores de Moldavia emitió un comunicado a finales de noviembre de 2004, que declaró que "los principios democráticos básicos fueron distorsionadas" y lamentaron que la encuesta "carecía de los criterios objetivos necesarios para su reconocimiento por parte tanto de los ciudadanos de Ucrania y la comunidad internacional". 
Armenia y Azerbaiyán mantienen posiciones más cautelosas, como el apoyo a ninguna de las partes, pero haciendo hincapié en la necesidad de la unidad de Ucrania. 
El 2 de diciembre, un día antes de que la Corte Suprema falló a favor de la votación se repitiera, el presidente Kuchma visitó Moscú para discutir la crisis con el presidente de Rusia, Vladímir Putin. Putin apoyó la posición de Kuchma de desear totalmente nuevas elecciones, en lugar de sólo una repetición de la segunda ronda.

## Repetición de balotaje
Los resultados finales de la nueva votación registraron a Víktor Yúshchenko con el 52,00% de los votos y con Víktor Yanukóvich con el 44,19%, lo que representó un cambio en el voto por 5.39% a Yúshchenko y -5,27% de Yanukóvich.
Víktor Yanukóvich reconoció su derrota el 31 de diciembre de 2004 y, posteriormente, renunció al cargo de primer ministro de Ucrania, el mismo día. A pesar de la victoria de Yúshchenko en la segunda ronda de votación, los patrones de votación regionales se mantuvieron prácticamente sin cambios entre cada ronda, con muchas provincias del sur y del este de soporte a Yanukóvich, con el oeste y regiones centrales que favorecen a Yúshchenko.
El Tribunal Supremo de Ucrania rechazó un recurso presentado por Víktor Yanukóvich contra la conducta de la comisión electoral de la elección el 6 de enero.
El 10 de enero, la Comisión Electoral de Ucrania declaró oficialmente a Víktor Yúshchenko como el ganador y el 11 de enero publicó los resultados definitivos de las elecciones,  despejando el camino para Yúshchenko para ser elegido como el quinto presidente de Ucrania. Las ceremonias oficiales se llevaron a cabo el domingo 23 de enero, a eso del mediodía, cuando Yúshchenko realizó el juramento constitucional, fue juramentado como presidente.
En noviembre de 2009, Yanukóvich dijo que aunque su victoria en las elecciones fue "quitada" renunció a esta victoria con el fin de evitar el derramamiento de sangre. "Yo no quería que las madres perdieran a sus hijos y las esposas a sus maridos. No quería cadáveres desde Kiev fluyendo por el Dniéper. Yo no quería asumir el poder mediante el derramamiento de sangre".

## Consecuencias
A pesar de la supuesta evidencia convincente que apunta a la participación de alto nivel en la administración de Kuchma y de la Comisión Electoral Central de Ucrania, no hay cargos de fraude de las elecciones. El fiscal general hizo arrestar a varias figuras públicas en los cargos de fraude electoral en la primera mitad de 2005, pero ningún caso de alto perfil fue llevado a los tribunales. El 23 de septiembre de 2005 Yúshchenko anunció un pacto con el Partido de las Regiones, en el que prometido estudiar una amnistía para los condenados por fraude electoral durante las elecciones presidenciales de 2004 de Ucrania. Uno de los principales sospechosos de fraude electoral, el exjefe de la CCA Serhiy Kivalov, es un diputado del Partido de las Regiones que encabeza el comité judicial del parlamento ucraniano.
Durante la elección presidencial de 2010, la campaña de Víktor Yanukóvich se comprometió a evitar el fraude electoral durante los comicios: "Vamos a responder adecuadamente a todas las provocaciones y los intentos de los resultados electorales falsos".